# Samuel Gigot
Samuel Florent Thomas Gigot (* 12. Oktober 1993 in Avignon) ist ein französischer Fußballspieler. Er steht  als Leihspieler von Olympique Marseille bei Lazio Rom unter Vertrag.

## Karriere
Samuel Gigot stammt aus der Jugendabteilung des AC Arles-Avignon, wo er zur Saison 2013/14 in die erste Mannschaft des Zweitligisten befördert wurde. Sein Debüt bestritt er am 30. August 2013 (5. Spieltag) bei der 0:1-Auswärtsniederlage gegen Chamois Niort. In dieser Spielzeit kam er in 10 Ligaspielen zum Einsatz. In der darauffolgenden Saison 2014/15 startete er regelmäßig. Am 15. August 2014 (3. Spieltag) erzielte er beim 1:1-Unentschieden gegen die AS Nancy sein erstes Ligator für die Lions. Er traf weitere drei Mal in 23 Ligaspielen und stieg mit dem Verein als Tabellenletzter in die drittklassige Championnat National ab.
Am 15. Mai 2015 wurde bekanntgegeben, dass sich Samuel Gigot zur Saison 2015/16 ablösefrei dem belgischen Erstligisten KV Kortrijk anschließen wird. Am 25. Juli 2015 (1. Spieltag) debütierte er beim 2:1-Heimsieg gegen Standard Lüttich für seinen neuen Verein. Gigot drang rasch in die Startformation vor und bestritt in dieser Spielzeit 28 Ligaspiele. Am 1. Oktober 2016 (9. Spieltag) erzielte er bei der 1:2-Auswärtsniederlage gegen den KSC Lokeren sein erstes Ligator für die Kerels.
Am 27. Januar 2017 wechselte er für 1,3 Millionen Euro zum Ligakonkurrenten KAA Gent, wo er einen Viereinhalbjahresvertrag unterzeichnete. Zwei Tage später (24. Spieltag) debütierte er beim 2:0-Heimsieg gegen den FC Brügge für die Buffalos. In dieser Spielzeit 2016/17 absolvierte er für beide Vereine 36 Ligaspiele, in denen er zwei Tore erzielte. Am 30. Juli 2017 (1. Spieltag) erzielte er bei der 2:3-Auswärtsniederlage gegen die VV St. Truiden sein erstes Tor für die KAA Gent. Er verpasste in dieser Saison 2017/18 kein einziges der 40 Ligaspiele seiner Mannschaft, in denen er zwei Torerfolge verbuchen konnte.
Am 4. Juni 2018 wechselte Samuel Gigot für eine Ablösesumme in Höhe von acht Millionen Euro zum russischen Erstligisten Spartak Moskau, wo er einen Vierjahresvertrag unterzeichnete. Bereits in seinem ersten Ligaspiel beim 1:0-Heimsieg gegen den FK Orenburg erzielte er das einzige Tor seiner Mannschaft. Am 2. September (6. Spieltag) zog er sich beim 0:0-Unentschieden im Spitzenspiel gegen Zenit St. Petersburg einen Kreuzbandriss zu und fiel für fünf Monate aus. Kurz nach seiner Rückkehr auf den Platz verletzte er sich am Meniskus, wodurch die Spielzeit 2018/19 für den Innenverteidiger nach neun Ligaeinsätzen und einem Tor vorzeitig beendet wurde. Zur nächsten Saison 2019/20 meldete er sich mit dem Siegtreffer im ersten Ligaspiel gegen den FK Sotschi zurück. Am 19. August (6. Spieltag) gelang ihm im Stadtderby gegen den ZSKA Moskau gar ein Doppelpack.
Im Januar 2022 wechselte der Franzose zu Olympique Marseille, wurde aber bis Saisonende zurück in die russische Hauptstadt verliehen.
Im August 2024 wurde er an Lazio Rom verliehen.

## Persönliches
Samuel Gigot ist aufgrund seiner Mutter algerischer Abstammung und sein Bruder Tony ist professioneller Rugby-League-Spieler.